# میجر لیزر
میجر لیزر یک گروه موسیقی الکترونیک آمریکایی است که اعضای آن تهیه‌کننده موسیقی دیپلو، وشلی فایر و Ape Drums هستند. گروه توسط دیپلو و سوئیچ تأسیس شد اما سوئیچ آن را در سال ۲۰۱۱ ترک کرد.جیلیونر در سال ۲۰۱۹ گروه را ترک کرد و Ape Drums جایگزین او شد. موسیقی این گروه شامل ژانرهای متعددی است. میکس رگی با دنس‌هال، هاوس و مومباهتون.
میجر لیزر تاکنون سه آلبوم منتشر کرده است: اسلحه‌ها مردم را نمی‌کشند... لیزرها می‌کشند در سال ۲۰۰۹، جهان را آزاد کن در سال ۲۰۱۳ و صلح مأموریت است در سال ۲۰۱۵. همچنین آن‌ها یک آلبوم چندآهنگه تحت عنوان به‌زودی آخرالزمان در مارس ۲۰۱۴ منتشر کردند که خواننده‌های ویژه آن فارل ویلیامز و شان پال بودند. همچنین میجر لیزر تهیه‌کننده باززایی، اولین آلبوم رگی اسنوپ داگ بود که با نام هنری اسنوپ لاین منتشر کرد.